# 鸟！鸟！鸟！
《鸟！鸟！鸟！》（英語：For the Birds）是皮克斯动画工作室制作的一部动画短片，于2000年发行。

## 情节
影片开始于一群小鸟停在一根电话线上休憩。这时飞来一只大得很多，看起来很笨拙的鸟。大鸟很友好的跟小鸟们打招呼，但是小鸟们却嘲讽并挖苦大鸟的样子，并拒绝跟大鸟在一起。他们纷纷朝大鸟站立的另一个方向移动。 
然而大鸟很想跟小鸟们在一起，于是它飞起来并落在小鸟中间。由于它比小鸟要重很多，当它落下后，电线如图片上那样，一下子就下垂了很多。
这时小鸟对它很反感，距离它最近的两隻小鸟开始用嘴啄大鸟的脚，好让它掉下去。这样大鸟的脚趾因为疼痛一个一个彈开电线。突然这时有只小鸟提醒，如果大鸟掉下去，电线会彈回去复位，但是这时候提醒中间2隻小鸟已经太晚了。大鸟的最后一个脚趾松开后，小鸟们因为电线巨大的反弹力急速上升，剩下片片羽毛飞落下来。
最后的镜头是大鸟看着一隻隻没有羽毛的小鸟跑进田地里呵呵地笑。

## 获奖
- 2001-第74屆奥斯卡最佳動畫短片獎
- 2001-Vancouver小国和动画节-3D电脑动画短片
- 2001-Anima Mundi动画节-最佳电影 x2
- 2001-芝加哥国际儿童电影节-短片/视频 - 动画第二名
- 2000-安妮奖-动画短片类突出成就奖
- 2000-Sitges - 加泰罗尼亚国际电影节-最佳动画短片

## 琐事
- 在另一部皮克斯的电影（2006年发行）开头一个一闪而过的镜头中，可以听到此片中的小鸟的叫声，这时的配乐是"Life is a Highway"。
- 导演Ralph Eggleston为此片的大鸟配音。
- 通过皮克斯网站，我们可以得知，最先落到电线上的四只小鸟有名字代表他们的特点。从左到右分别叫: Chipper（爽朗）, Bully（威吓）, Snob（势利）和Neurotic（神经质）。仔细看他们，就会发现各自的特点。
- 此片与电影的电影、录像带和DVD共同发行。